# Oszlár Albert
Oszlár Albert (Vásárosnamény, 1951. február 26. –) magyar közművelődési szakember, politikus, országgyűlési képviselő.

## Életpályája

### Iskolái
Szegeden érettségizett. 1978–1981 között a Bessenyei György Tanárképző Főiskola hallgatója volt. 1993-ban elvégezte a Kossuth Lajos Tudományegyetem művelődésszervező szakát.

### Pályafutása
1969–1972 között Vásárosnaményban dolgozott. Ezután Budapesten oktatott. 1987–1997 között a Balmazújvárosi Művelődési Központ igazgatója volt. 1997–1998 között a Balmazújvárosi Televízió felelős szerkesztőjeként tevékenykedett.

### Politikai pályafutása
A Fidesz tagja, annak balmazújvárosi elnöke. 1998–2002 között országgyűlési képviselő (Hajdú-Bihar megye) volt. 1998–2002 között a Kulturális és sajtó bizottság tagja volt.